# 高知県民体育館
高知県立県民体育館（こうちけんりつけんみんたいいくかん）は、高知県高知市にある体育館。

## 概要
1973年（昭和48年）開設。
1980年6月1日、プロボクシング世界ボクシング協会ジュニアフライ級世界王者：具志堅用高（協栄ボクシングジム）が、マルチン・バルガス（ チリ）を相手に12度目の防衛戦をこの会場で行い、第8ラウンド1分42秒でKO勝ちして王座防衛に成功した。
2006年より、香川ファイブアローズの一部の試合で使用されている。
毎年、高知市の成人式の会場となっている。

## 施設概要
- 主競技場：座席数・4644名【1階3072脚（移動）2階1572席（固定）】ステージ（15.6×7.0m）付の競技場である。

　　　　　 面積　：1945.30m²（39.7m×49.0m）　　　　
- プール：日本水泳連盟公認のプール。

## 開催された主な競技会・イベント
- 高松ファイブアローズ（現：香川）ホームゲーム　bjリーグ参入シーズンである2006－07シーズンから3シーズン開催されていた。
- 全国女子選抜フットサル大会
- 全国中学校卓球大会（2023年:8月23日〜8月25日）